# بودلر (ژان پل سارتر)
بودلر عنوان مقاله‌ای است در مورد شارل بودلر که توسط ژان پل سارتر نوشته و در ۱۹۴۷ منتشر شده‌است.

## خلاصه
در این کتاب فرصت پیش می‌آید تا با دو مرد بزرگ آشنا شویم: یکی شارل بودلر شاعر تأثیرگذار قرن نوزدهم و دیگری ژان پل سارتر، نویسنده، فیلسوف، نمایشنامه‌نویس و روشنفکر قرن بیستم. نگاه سارتر و این تجزیه و تحلیل نه روانشناسانه است و نه زیباشناسانه. در اصل، نگاه سارتر به نامه‌ها، شعرها، شِکوه‌ها و مبالغه‌های بودلر نگاهی‌ست هستی‌شناسانه.